# Jillian Banfield
Jillian Banfield   (Armidale, 18 d'agost de 1959) és una bioquímica i geomicrobiòloga australiana. El 2011, va rebre el premi L'Oréal-Unesco per a les dones en ciència pel seu treball sobre el comportament dels bacteris i la matèria en condicions extremes amb influència al medi ambient i la Terra.

## Biografia
El 1978 es va matricular a la Australian National University, on va obtenir el títol de graduadar en ciències el 1981. El 1985, va obtenir el títol de màster en ciències. El 1986 es va inscriure a la Universitat Johns-Hopkins, on va obtenir el 1987 un Màster en Art en Ciències de la Terra i dels Planetes. Va acabar el doctorat el 1990 sota la supervisió del professor David Veblen. Del 1990 al 2001, va ensenyar i dirigir investigacions a la Universitat de Wisconsin a Madison. Del 1996 al 1998, va ensenyar a la Universitat de Tòquio. Des de 2001, ha estat professora a la Universitat de Califòrnia a Berkeley i ha dirigit investigacions al Lawrence-Berkeley National Laboratory.
El 1978 es va matricular a la Australian National University, on va obtenir el títol de graduadar en ciències el 1981. El 1985, va obtenir el títol de màster en ciències. El 1986 es va inscriure a la Universitat Johns-Hopkins, on va obtenir el 1987 un Màster en Art en Ciències de la Terra i dels Planetes. Va acabar el doctorat el 1990 sota la supervisió del professor David Veblen. Del 1990 al 2001, va ensenyar i dirigir investigacions a la Universitat de Wisconsin a Madison. Del 1996 al 1998, va ensenyar a la Universitat de Tòquio. Des de 2001, ha estat professora a la Universitat de Califòrnia a Berkeley i ha dirigit investigacions al Lawrence-Berkeley National Laboratory.

## Premis
- 1999: Premi MacArthur[5]
- 2000: Boca Guggenheim[6]
- 2006: Membre de l'Acadèmia Nacional de Ciències dels Estats Units[7]
- 2011: Premi L'Oréal-Unesco per les dones i la ciència[2]
- 2015: Membre de l'Acadèmica Australiana de Ciències[8]
- 2018: Membre de la Royal Society.[9]
- 2020: Premi Urey de la European Association of Geochemistry* 2020[10]